# Soldier String Quartet
Soldier String Quartet bylo americké smyčcové kvarteto vedené houslistou Davidem Soldierem, nejčastěji působící ve složení dvě housle, viola a violoncello, občasně však doplněné o další nástroje (bicí, perkuse, klávesy), případně zpěváky. Během jeho existence se v něm vystřídalo mnoho hudebníků, mezi které patří Dawn Avery, Martha Mooke, Lisa Gutkin, Alicia Svigals, Todd Reynolds nebo Mark Feldman. Kvarteto odehrálo premiéry děl mnoha skladatelů, mezi něž se řadí Phill Niblock, Zeena Parkins a Jonas Hellborg.
Kvartet hrál jak soudobou klasickou hudbu, tak i vlastní aranžmá starých bluesových písní. Vystupovali například v Carnegie Hall a Lincolnově centru, ale také v rockových klubech The Bottom Line a CBGB. Soubor během své kariéry vystupoval nebo nahrával s řadou hudebníků, jako jsou například Guided by Voices, Van Dyke Parks, Jesse Harris, Butch Morris a Lee Ranaldo.
V devadesátých letech kvarteto dlouhodobě spolupracovalo s Johnem Calem, kterého doprovázelo při koncertech (včetně turné The '99 Greenwich Delusion, 1994, a programu Life Underwater) a hrálo na několika jeho albech (Last Day on Earth, Walking on Locusts) a filmových soundtracích (Paris s'éveille, Střelila jsem Andyho Warhola). Řadu let rovněž doprovázelo skladatele Elliotta Sharpa, s nímž nahrálo několik alb.
Dále kvartet vydal tři samostatná studiová alba, první z nich, Sequence Girls (1988), obsahuje mimo jiné upravené písně od Skipa Jamese, Charleyho Pattona a Muddyho Waterse. Druhé, Sojourner Truth (1991), obsahuje jednu píseň od Johna Calea („Paris 1919“) a osm skladeb od Davida Soldiera. Poslední album, Inspect for Damaged Gods (2004), obsahuje písně od Roberta Johnsona, Bo Diddleyho, Sly Stonea a dalších.

## Členové

### Houslisté
- David Soldier
- Laura Seaton
- Regina Carter
- Marlene Rice
- Lisa Terry
- Rob Thomas
- Mark Feldman
- Sam Bardfeld
- Alicia Svigals
- Lisa Gutkin
- Sara Parkins
- Theresa Salomon

### Violisté
- Ron Lawrence
- Martha Mooke
- Judith Insell
- Drew Tretick
- Dylan Williams

### Violoncellisté
- Dawn Avery
- Mary Wooten
- Rufus Cappadocia
- Ariane Lallemand

### Ostatní
S kvartetem dále vystupovali například Tiyé Giraud, Jason White, Jimmy Justice, Shelley Hirsch, Ben Perowsky, Richard Bona, Kermit Driscoll, Mark Dresser, Jonathan Kane a Kevin Norton.

## Diskografie

### Vlastní
- Sequence Girls (1988)
- Sojourner Truth (1991)
- Inspect for Damaged Gods (2004)

### Ostatní
- Tessalation Row (Elliott Sharp, 1987)
- Hammer, Anvil, Stirrup (Elliott Sharp, 1987)
- Larynx (Elliott Sharp, 1988)
- Twistmap (Elliott Sharp, 1991)
- Paris s'eveille – suivi d'autres compositions (John Cale, 1991)
- The Word (Jonas Hellborg, 1991)
- Sojta (Wara, 1992)
- It Was a Dark and Stormy Night (Nicolas Collins, 1992)
- Cryptid Fragments (Elliott Sharp, 1993)
- Last Day on Earth (John Cale a Bob Neuwirth, 1994)
- Themes & Improvisations on the Blues (Leroy Jenkins, 1994)
- Walking on Locusts (John Cale, 1996)
- I Shot Andy Warhol (John Cale / různí interpreti, 1996)
- Xenocodex (Elliott Sharp, 1996)
- She's Lightning When She Smiles (David Soldier, 1996)
- Eat/Kiss: Music for the Films by Andy Warhol (John Cale, 1997)
- Rheo~Umbra (Elliott Sharp, 1997)
- Jazz Standards on Mars (Robert Dick, 1997)
- Do the Collapse (Guided by Voices, 1999)
- Isolation Drills (Guided by Voices, 2001)
- While the Music Lasts (Jesse Harris & The Ferdinandos, 2004)
- Occam's Razor (Elliott Sharp, 2019; archivní nahrávka z 90. let)